# 20. Goya-gála
A 20. Goya-gála során a 2005-ben bemutatott spanyol filmeket értékelték. A jelölteket az Academy of Cinematographic Arts and Sciences of Spain választotta ki. A madridi Palacio Municipal de Congresosban tartott ceremóniát a Televisión Española közvetítette 2006. január 29-én. A műsor házigazdái Concha Velasco és Antonio Resines voltak. A gála során Pedro Masó kapta meg a tiszteletbeli Goya-díjat.

## Győztesek és jelöltek
A nyertesek félkövérrel jelölve.

### Fő kategóriák
| Legjobb film | Legjobb rendező |
| --- | --- |
| - A szavak titkos élete - Obaba - Utcalányok - 7 szűz | - Isabel Coixet – A szavak titkos élete - Montxo Armendariz – Obaba - Alberto Rodríguez – 7 szűz - Benito Zambrano – Havanna Blues                              |
| Legjobb férfi főszereplő | Legjobb női főszereplő |
| - Óscar Jaenada – Camarón - Juan José Ballesta – 7 szűz - Eduard Fernández – A Grönholm-módszer - Manuel Alexandre – Elsa és Fred                                                 | - Candela Peña – Utcalányok - Emma Vilarasau – Hogy el ne felejts - Adriana Ozores – Heroína - Nathalie Poza – Rossz időszak                                    |
| Legjobb férfi mellékszereplő | Legjobb női mellékszereplő |
| - Carmelo Gómez – A Grönholm-módszer - Enrique Villén – Ninette - Javier Cámara – A szavak titkos élete - Fernando Guillén – Jönnek majd szebb napok                              | - Elvira Mínguez – Tapas - Pilar López de Ayala – Obaba - Verónica Sánchez – Camarón - Marta Etura – Hogy el ne felejts                                         |
| Legjobb eredeti forgatókönyv | Legjobb adaptált forgatókönyv |
| - A szavak titkos élete – Isabel Coixet - Utcalányok – Fernando León de Aranoa - 7 szűz – Rafael Cobos, Alberto Rodríguez - Jönnek majd szebb napok – Eduard Cortés, Piti Español | - A Grönholm-módszer – Mateo Gil, Marcelo Piñeyro - Obaba – Montxo Armendáriz - Ninette – José Luis Garci, Horacio Valcárcel - Haláli hálóőr – Roberto Santiago |
| Legjobb új színész | Legjobb új színésznő |
| - Jesús Carroza – 7 szűz - Luis Callejo – Utcalányok - Pablo Echarri – A Grönholm-módszer - Álex González – Második menet                                                         | - Micaela Nevárez – Utcalányok - Bárbara Lennie – Obaba - Alba Rodríguez – 7 szűz - Isabel Ampudia – 15 días contigo                                            |
| Legjobb iberoamerikai film | Legjobb európai film |
| - A tűz fényében · Argentína - Alma mater · Uruguay - Mi mejor enemigo · Chile - Rosario Tijeras · Kolumbia                                                                       | - Match Point · Egyesült Királyság - A bukás – Hitler utolsó napjai · Németország - Az elszánt diplomata · Egyesült Királyság - Kóristák · Franciaország        |
| Legjobb új rendező | Legjobb animációs film |
| - José Corbacho, Juan Cruz – Tapas - Asier Altuna, Telmo Esnal – Polgármester leszek! - Guillem Morales – A fantomlakó - Santiago Tabernero – Élet és szín                        | - Szentivánéji álom - Gisaku |

### Egyéb díjak
| Legjobb operatőr | Legjobb vágás |
| --- | --- |
| - Iberia – José Luis López Linares - Obaba – Javier Aguirresarobe - Ninette – Raúl Pérez Cubero - Jönnek majd szebb napok – José Luis Alcaine                                                                            | - Havanna Blues – Fernando Pardo - Ninette – Miguel González Sinde - A Grönholm-módszer – Iván Aledo - Iberia – Julia Juaniz |
| Legjobb látványtervezés | Legjobb gyártásvezető |
| - Ninette – Gil Parrondo - Obaba – Julio Esteban, Julio Torrecilla - Hogy el ne felejts – Félix Murcia, Federico G. Cambero - Második menet – Marta Blasco                                                               | - A szavak titkos élete – Esther García - Obaba – Puy Oria - Camarón – Tino Pont - Havanna Blues – Ernesto Chao. Eduardo Santana |
| Legjobb hang | Legjobb vizuális effektusok |
| - Obaba – Carlos Bonmati, Alfonso Pino, Pelayo Gutiérrez - Utcalányok – Miguel Rejas, Alfonso Raposo, Polo Aledo - Ninette – Miguel Rejas, José Antonio Bermúdez - Los nombres de Alicia – Eladio Reguero, David Calleja | - Hideg csontok – David Martí, Montse Ribé, Félix Cordón, Félix Bergés, Rafael Solorzano - Obaba – Reyes Abades, Chema Remacha, Alberto Esteban, Pablo Urrutia - Las llaves de la independencia – Juan Ramón Molina, Pablo Núñez, Ana Núñez, Antonio Ojeda, Carlos Martínez - Un rey en La Habana – Reyes Abades, Carlos Lozano, Alberto Esteban, Pablo Núñez, Ana Núñez |
| Legjobb jelmeztervezés | Legjobb smink |
| - Camarón – María José Iglesias - Utcalányok – Sabine Daigeler - Mennyei királyság – Janty Yates - Hormigas en la boca – Sonia Grande                                                                                    | - Camarón – Romana González, Josefa Morales - Utcalányok – Manolo García, Carlos Hernández - Vadvirágok – Jorge Hernández, Fermín Galán - Lucky Luke és a Daltonok – Paillette, Annie Marandin |
| Legjobb eredeti filmzene | Legjobb eredeti dal |
| - Havanna Blues – Juan Antonio Leyva, José Luis Garrido, Equis Alfonso, Dayan Abad, Descemer Bueno, Kiki Ferrer, Kelvis Ochoa - Ninette – Pablo Cervantes - Hideg csontok – Roque Baños - Fivérem vétkei – Eva Gancedo   | - "Me Llaman Calle" (Manu Chao) – Utcalányok - "Los Malos Amores" (Eva Gancedo, Yamil) – Fivérem vétkei - "Llora Por Tus Miserias" (Mario Gaitán) – Bagdad Rap - "Laura" (Dani Martín) – Sinfín |
| Legjobb rövidfilm | Legjobb animációs rövidfilm |
| - Nana - Bota de Oro - El Examinador - El Intruso - Hiyab | - Tadeo Jones - La gallina ciega - A madárijesztő legendája - La luz de la esperanza - Semilla del recuerdo |
| Legjobb dokumentumfilm | Legjobb rövid dokumentumfilm |
| - Cineastas contra magnates - Iberia - Trece entre mil - Veinte años no es nada | - En la cuna del aire - Castilla y León, Patrimonio de la Humanidad - Nenyure |

## Fordítás
- Ez a szócikk részben vagy egészben  a(z)   20th Goya Awards című angol Wikipédia-szócikk fordításán alapul.  Az eredeti cikk szerkesztőit annak laptörténete sorolja fel. Ez a jelzés csupán a megfogalmazás eredetét és a szerzői jogokat jelzi, nem szolgál a cikkben szereplő információk forrásmegjelöléseként.